# Eulithis flavomacularia
Eulithis flavomacularia là một loài bướm đêm trong họ Geometridae.